# Bel Powley
Isobel Dorothy "Bel" Powley, född 7 mars 1992 i London, är en brittisk skådespelare.
Powley har bland annat medverkat i TV-serierna Mumindalen från 2019 och The Morning Show 2019–2021. Hon har även bland annat medverkat i filmerna Carrie Pilby från 2016 och Mary Shelley från 2017.

## Filmografi (i urval)
- 2015 – The Diary of a Teenage Girl
- 2016 – Carrie Pilby
- 2017 – Mary Shelley
- 2019 – Mumindalen (TV-serie, 2019) (TV-serie)
- 2019–2021 – The Morning Show (TV-serie)
- 2023 – Cold Copy
- 2024 – Masters of the Air (TV-serie)
- 2027 – Harry Potter (TV-serie)